# Dessauer Gyula
Dessauer Julius (Nyitra, 1832 – 1883.) teológiai író, rabbi.

## Élete
Rabbinikus tanulmányait apjánál - Dessauer Gábornál - kezdte, majd több magyarországi jesivában folytatta. 1860-ban választották Újpest Hitközségi főrabbijává, Stern Márkus rabbi helyettes nyugdíjazása után. Hét esztendeig töltötte be rabbi székét. 1867-ben önként lemondott és teológiai irodalmi tevékenységnek szentelte minden idejét. Tekintélyes rabbi családból származott. Apja Dessauer Gábor Dániel (1805-1878) Balatonfőkajár és Egyig rabbija, nagyapja Dessauer Náthán sopronkeresztúri majd nyitrai rabbi (dáján) volt.

## Művei
Önálló alakban megjelent munkái:
- Die fünf Bücher Moses. Nebst dem Raschic-Commentar. Punktirt, leientfasslich übersetzt und mit Anmerkungen versehen (Budapest, 1863. és több kiadás)
- Schulchan Aruch und Órach Chajim Deutsch bearbeitet (2 részben, Budapest, 1868)
- Spruch-Lexikon des Talmud und Midrasch (uo. 1876)
- Schlüssel zum Gebetbuche (uo. 1878)
- Perlenschatz. Philosophische Sentenzen in alphabetischer Reihenfolge (uo. 1880)
- Der jüdische Humorist (uo. 1899)